# 沙卡國王國際機場
沙卡國王國際機場（英語：King Shaka International Airport），簡稱KSIA，是南非南部城市德班最主要的國際機場，位於德班市中心以北約35公里（22英里）的拉默爾西。該機場是為迎接2010年世界盃足球賽而建，在開賽前1個多月，2010年5月1日正式啟用，它取代了原來德班最主要的機場德班國際機場的功能，並沿用了原德班國際機場的IATA代碼DUR。該機場總造價68億南非蘭特（約合9億美元 （页面存档备份，存于））。
建造該機場的初衷是提高德班附近區域的國際服務水平，同時它也成為了南非國內航空業最主要的機場之一，與開普敦國際機場和約翰內斯堡的奧利弗·坦博國際機場共同構成了「金三角」，三者之間共有7條航線。據統計，儘管沙卡國王國際機場在2010年最初4個月並未運營，它在當年的總運量仍然在全非洲排第9位。
2013年，英國顧問公司Skytrax宣布，經由旅客投票評比，在全世界旅客吞吐量低於500萬人次的機場中，沙卡國王國際機場獲得首位，最令旅客滿意。

## 歷史

### 構想和初期建設

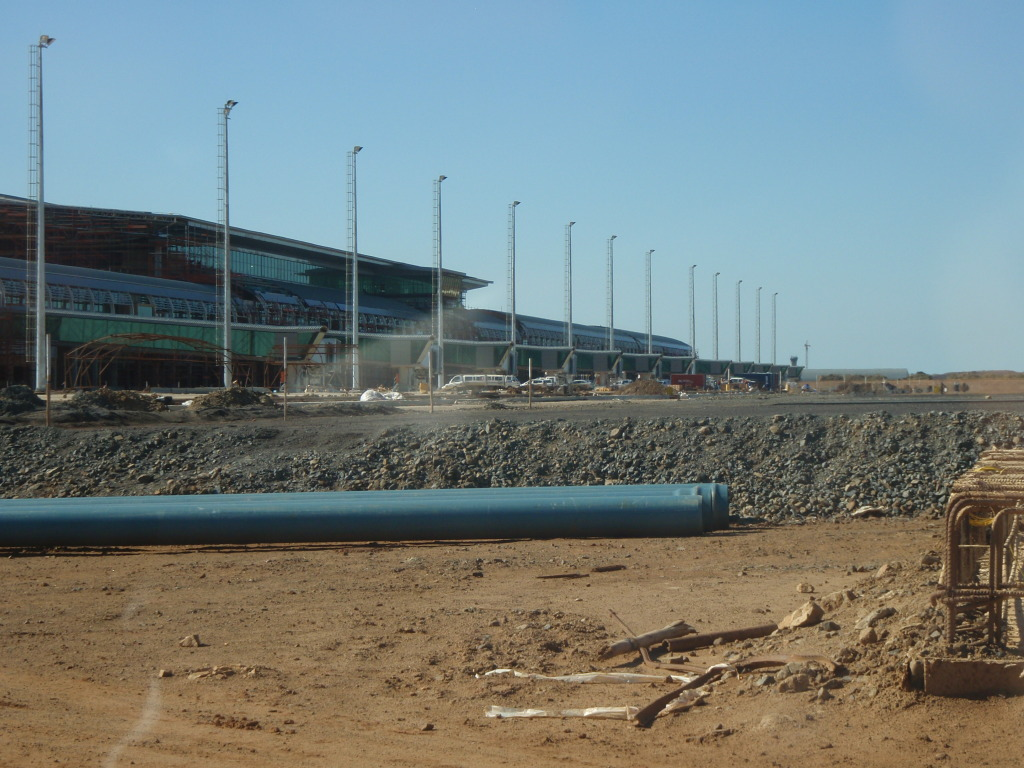
2009年8月28日，從空中拍攝的施工中的客運航站楼，圖中還有用於國內航線的空橋。

建造沙卡國王國際機場的構想最初在20世紀70年代提出，最早於1973年開工。到1975年，土方工程和排水系統都已完工。但由於後來經濟增速放緩，工程在1982年暫停。
20世紀90年代末，原德班國際機場的種種限制日益體現，建造新機場的工程得以恢復。原機場只有2,400（7,874英尺）長的跑道，無法供執行洲際航線的大型飛機，如波音747起降，而航空運輸量的下降也導致德班在與約翰尼斯堡和開普敦的競爭中逐漸被邊緣化。改造升級原機場的計劃也曾受考慮過，但2007年發表的一項研究表明，即使經過改造，原機場仍將受到許多因素的嚴重制約，並在2025年前後再度達到飽和，且難以進一步發展。因此，建造沙卡國王國際機場成為了唯一選擇。此外，如果等原德班國際機場達到飽和後再建新機場，相較於立即建造沙卡國王國際機場，前者的成本將高出95%。然而，南非機場服務有限公司和受誇祖魯-納塔爾省政府支持的杜柏貿易公司之間仍有分歧，使建造機場的工程拖到2004年，在南非交通部長傑夫·拉德貝干預下才得以啟動。
新建項目的啟動隨即引發了伊萊姆貝財團（Illembe consortium）和因迪扎財團（Indiza consortium）間的競標戰。雙方均在2006年4月通過預審，最終因迪扎財團未達到要求，伊萊姆貝財團贏得了招標。此後因迪扎財團提出上訴，稱招投標未按規定程序進行，使其被不公正地排除在外，但彼得馬里茨堡高級法院在2007年2月駁回了上訴。
南非環境事務和旅遊部對該項目的環境影響評估過程有所延遲，這成為了該項目最後的阻礙因素。環評最終在2007年8月通過，附加條件是委任一名環境管理人員、處理從鄰近的2號國道（N2）到機場的交通問題以及動植物問題，此外還需特別解決機場建設和運營過程中對鄰近家燕群落的影響問題。
環評通過後，工程隨即於2007年8月24日開工。此後2年中，工程穩步推進，並於2009年12月開始調試。2010年5月1日，沙卡國王國際機場正式投入運營。
沙卡國王國際機場啟用後，原德班國際機場的用途並未明確。最初有人猜測，由於地處主要的工業區，原址可能會被重建，給汽車裝配和零部件工廠使用，但南非商務航空表示有意購買原機場並將其用作備用機場。

### 命名
儘管大家廣泛預測新機場會命名為「沙卡國王國際機場」（沙卡，或譯恰卡，是19世紀早期祖魯王國的領導人），但正式命名程序直到2009年10月才開始。誇祖魯-納塔爾省前省長斯比·恩貝德萊說，迫切需要給機場命名，「飛行員不能飛到一個沒有名字的機場去」。公眾聽證會在2009年11月末開始，多數與會者支持「沙卡國王國際機場」這一名字。
2009年12月8日，報導確認「沙卡國王國際機場」是最受歡迎的名字。該名字在2010年1月14日得到南非地名理事會通過，並於2月2日由南非藝術和文化部長最後批准成為正式名稱。

## 位置及環境影響
沙卡國王國際機場位於誇祖魯-納塔爾省的拉默爾西，在德班以北約35（22英里）。機場附近的城鎮有西北部的通加特、西南部的費呂拉姆和東南部的于姆德洛蒂。距離較遠的重要城鎮有南部的烏姆赫蘭哈和北部的巴利托。由於擔心受噪聲影響，這些城鎮的居民普遍反對修建機場，而環境影響評估報告中也提出了緩解噪聲的建議。

### 莫爾蘭山的家燕
沙卡國王國際機場以南2.6（1.6英里）的城鎮莫爾蘭山是歐洲家燕的重要棲息地，由於其中約250平方（299平方碼）的蘆葦叢處於06號跑道的進近航道正下方，曾有環保人士擔心，機場建設方會為了避免鸟击風險，而毀掉蘆葦叢。
環保人士的擔心提出後，針對如何避免鳥擊風險的研究隨即展開，其中莫爾蘭山的家燕問題受到了重點關注。研究發現，家燕通常在早晨所有航班起降之前（早於06:00）就已離巢，而傍晚回巢時大多在進近航道之下飛行，只有約5%的家燕會在短時間（約10分鐘）內升高到航道所在高度。研究同時指出，在高更處飛行的體型比家燕大的鳥類對飛機構成的威脅也更大，而這些鳥類對原德班國際機場同樣構成威脅。因此，研究者得出結論，機場和家燕可以共存。降低風險的措施包括減少傍晚家燕回巢時的航班數，將06號跑道的下滑台信號中心線與跑道所成角度調為比標準的3°稍高的3.2°至3.5°（保證飛機始終在家燕飛行路徑之上），以及安裝雷达系統來監測鳥類活動並將其融入機場運營計劃中。
基於此研究結論，南非機場服務有限公司與De-Tect公司簽訂合同，請後者安裝雷达系統，監測沙卡國王國際機場四周的所有鳥類活動，將飛機可能受到的所有威脅通知航空交通管制人員。2009年1月，雷達系統運抵機場，並在機場啟用後開始收集數據。

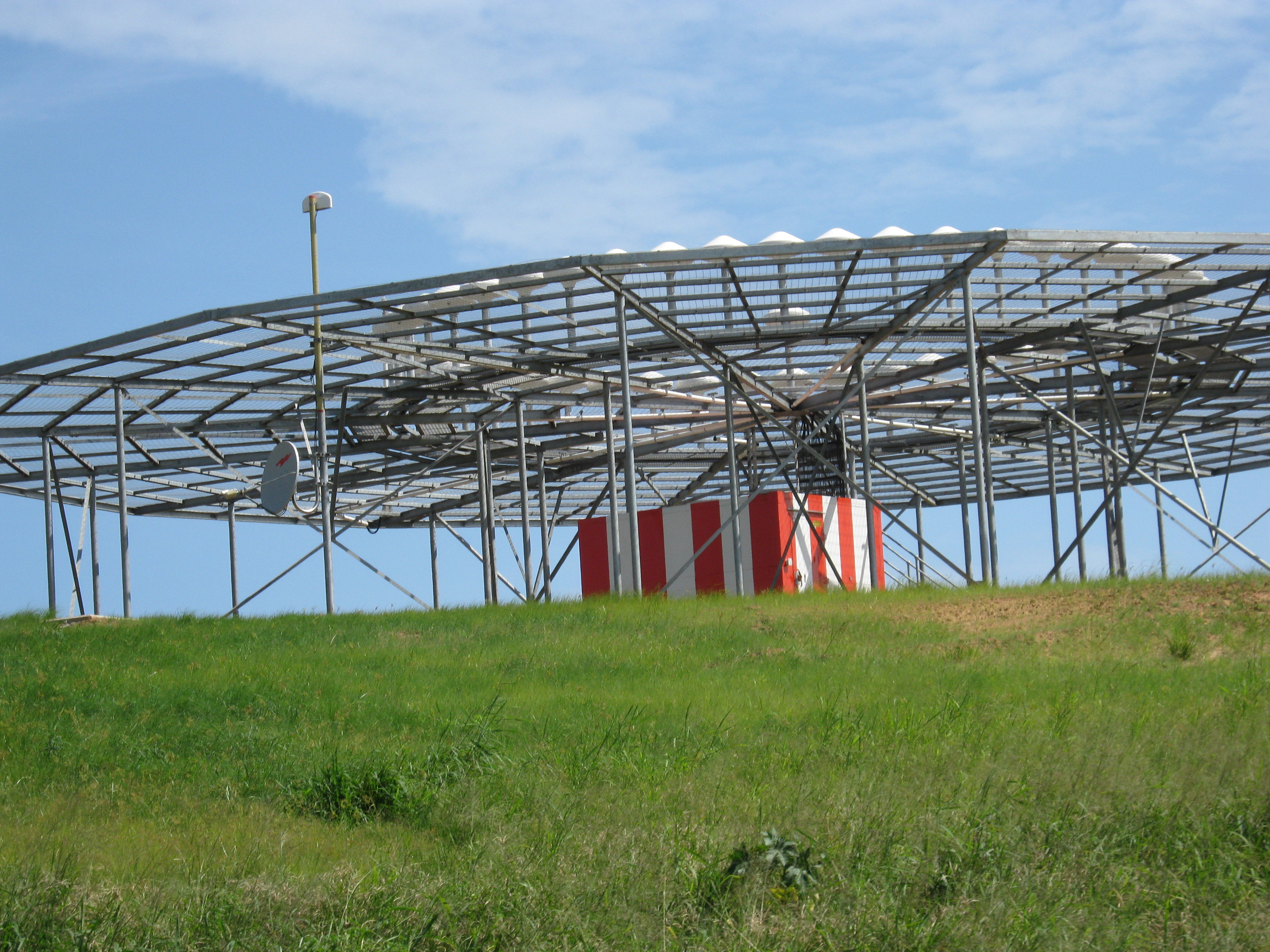
沙卡國王國際機場的都卜勒VOR地面站。

## 航站楼

### 客運

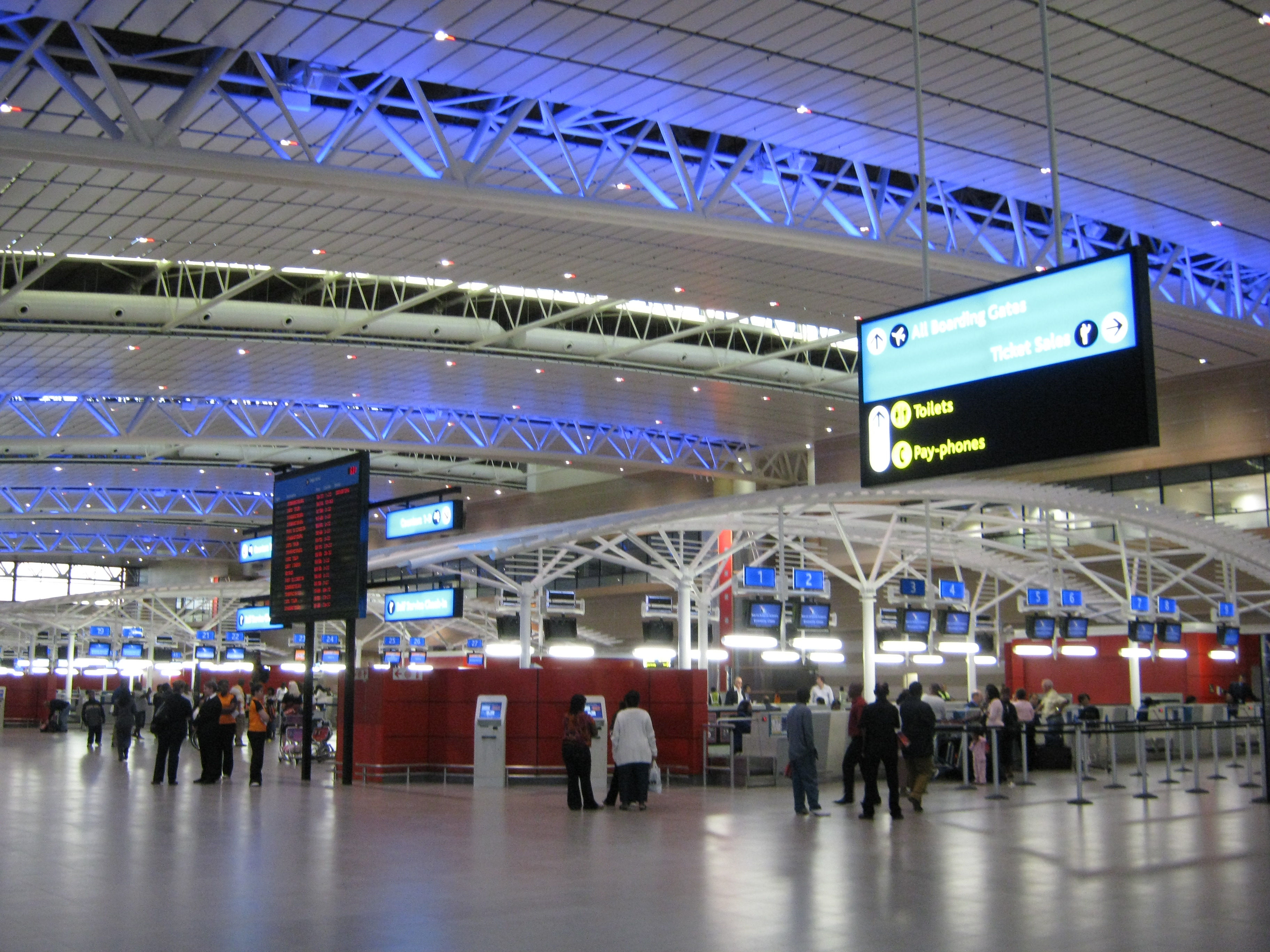
出發大廳中的值機櫃檯和辦理登機手續的乘客。LED和LCD顯示屏上顯示了航班信息。

客運大樓位於機場南端，分為2層：入境的在下層，離境港的在上層。全樓總建築面積102,000平方（1,100,000平方英尺），每年可運送750萬人次。國際航站楼在機場左側，有2個A380-800停機位。
上層的登機大廳共有72個值機櫃檯和18台自助服務機，以及在機場外經營的數家航空公司的售票處。國內和國際旅客需接受各自的安檢，方可進入候機室並登機。該機場共有34個停機位和16個空橋，其中4個空橋（A20-A23登機門）既可以兩兩組合，用於F類（Code F）飛機（例如空中客车A380），又可以獨立使用於C類（Code C）飛機（例如空中客车A320或波音737）。其餘空橋只能獨立用於C類飛機。
行李認領處在下層的到達大廳，共有5條傳送帶，可按需要分配給國內和國際航班使用。該機場的多數零售店也在下層，航站楼外緊挨著一個公共廣場（piazza）。包括候機室在內，該機場共有52家零售店，零售空間共6,500平方（70,000平方英尺）。
客運航站楼缺少公共觀景台，這引起了公眾的詬病。然而，出發區的落客高架路上和機場區的其他一些地方都有瞭望點。

### 貨運

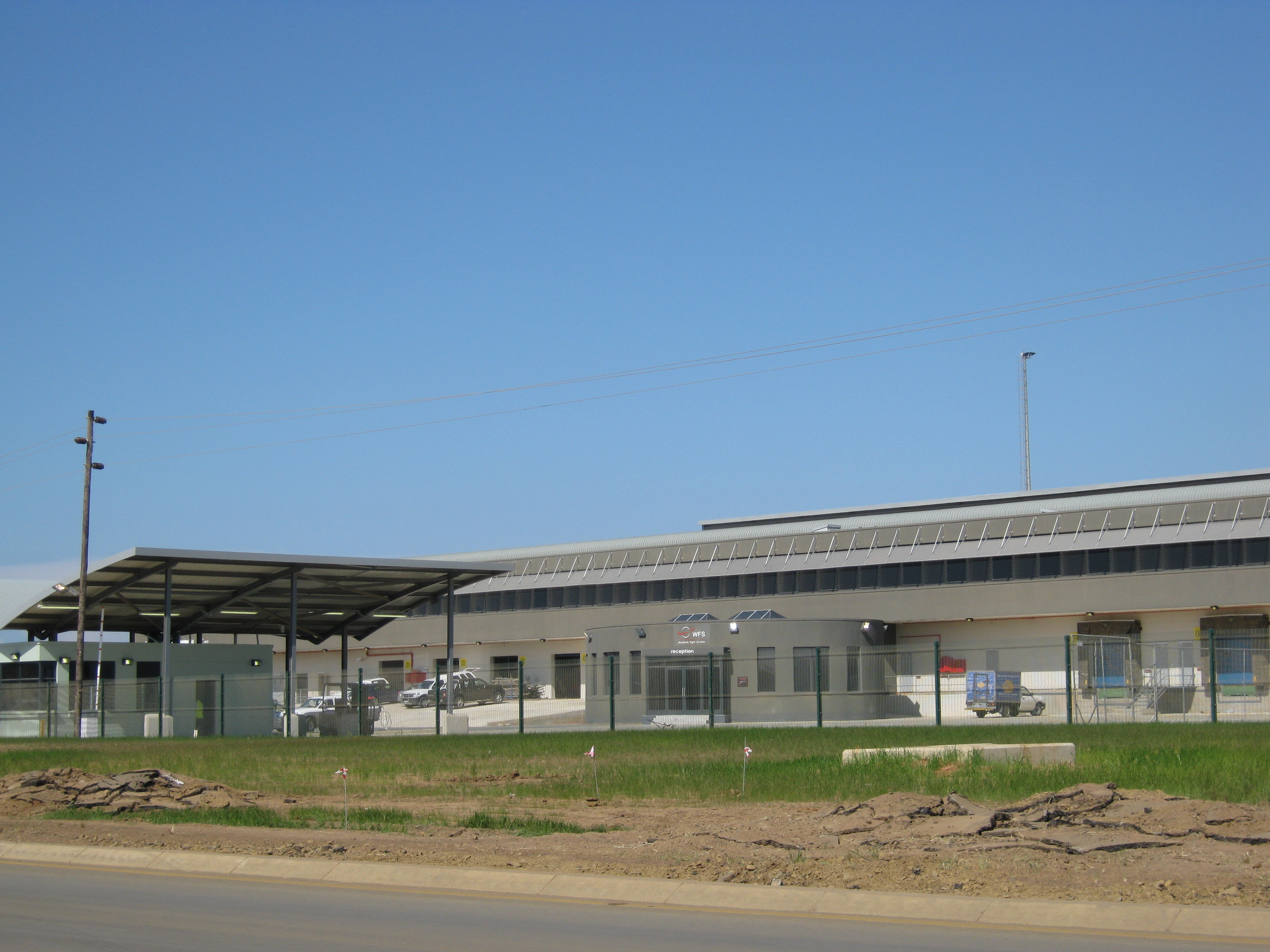
沙卡國王國際機場貨運航站楼（從通往該航站楼的道路拍攝），圖中顯示了貨車泊位和接待處。

貨運航站楼在客運樓以北，約處於整個機場區域的中心位置。航站楼的初期面積為15,000平方（160,000平方英尺），吞吐量為每年150,000公噸（165,000短噸），後期將擴建至100,000平方（1,100,000平方英尺），吞吐量達每年1,000,000公噸（1,100,000短噸）。2009年8月，環美航務獲得了一份5年期的合同，經營該貨運航站楼。
貨運航站楼將成為杜柏貿易公司貿易區（TradeZone Precinct）的一部分，並配備辦公室、遊客中轉住宿區、綜合農業出口區和IT平台。同時，貿易和物流倉儲、貨運和輕工業生產等需要便捷航空貨運服務的產業也將分布於此。航站楼總面積為36公頃（89英畝）。2013年2月，什里房地產公司（Shree Property Holdings）同意在貿易區建造60,000-平方（650,000-平方英尺）的設施，並在此之外新建15,000-平方（160,000-平方英尺）設施。
興建該貨運航站楼的目的之一是要恢復從約翰尼斯堡至此的航空貨運。據估計，誇祖魯-納塔爾省每年運往約翰尼斯堡的空運貨物約25,000公噸（27,600短噸），在機場投入使用前，這些貨物只能靠陸路運輸。相較於高海拔的約翰尼斯堡，該機場接近海平面的高度更具優勢，同時它鄰近南半球最繁忙的海港德班港，位置十分優越。機場的貨運區初期有2個F類（Code F）停機位（能容納大型飛機，如空中客车A380的貨機型），後期將增加到10個。

## 航空公司和航線

### 客運
沙卡國王國際機場與下列機場之間有定期航班：
| 航空公司                        | 目的地                                              | 航廈 |
| ------------------------------- | --------------------------------------------------- | ---- |
| 模里西斯航空                    | 模里西斯（2012年10月28日終止）                      | 國際 |
| 南非航空連結                    | 馬布托                                              | 國際 |
| 南非航空連結                    | 布隆泉、喬治、約翰尼斯堡-奧利弗·坦博、内尔斯普雷特  | 國內 |
| 英國航空 （由南非商務航空經營） | 開普敦、約翰尼斯堡-奧利弗·坦博、伊麗莎白港          | 國內 |
| 聯酋航空                        | 杜拜                                                | 國際 |
| 庫魯拉航空                      | 開普敦、約翰尼斯堡-奧利弗·坦博、約翰尼斯堡-蘭塞里亞 | 國內 |
| LOT波蘭航空                     | 包機：華沙（2014年11月6日開始）                     | 國際 |
| 芒果航空                        | 開普敦、約翰尼斯堡-奧利弗·坦博                      | 國內 |
| 南非航空                        | 約翰尼斯堡-奧利弗·坦博                              | 國內 |
| 南非航空快運                    | 哈拉雷、路沙卡                                      | 國際 |
| 南非航空快運                    | 開普敦、東倫敦、約翰尼斯堡-奧利弗·坦博、伊麗莎白港  | 國內 |

沙卡國王國際機場航班示意圖。

國際及區域性航線示意圖。

國內及1條區域性航線示意圖。

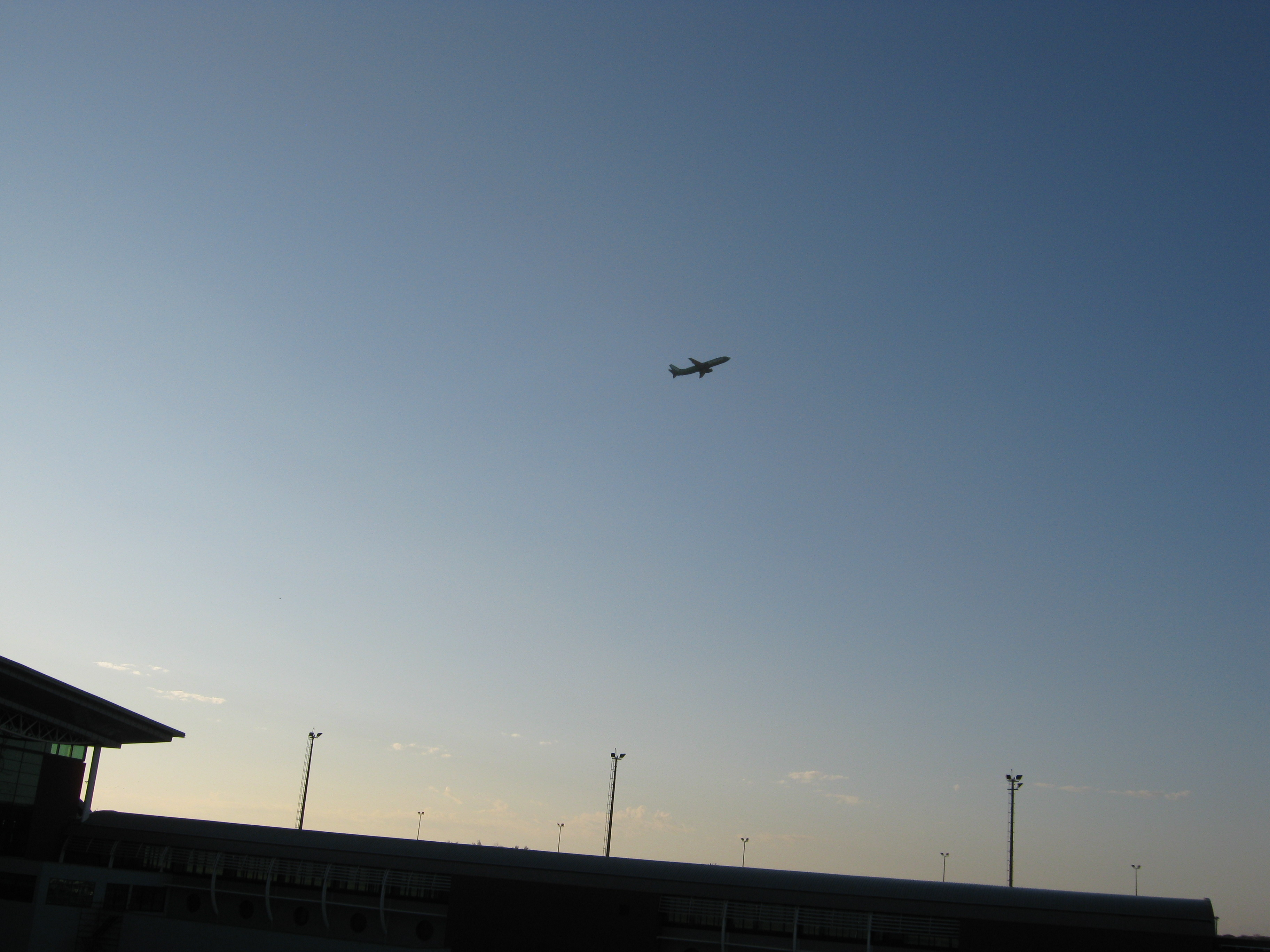
一架正在飛離沙卡國王國際機場的飛機。

原德班國際機場還有前往新加坡（新加坡航空）、埃塞俄比亚（埃塞俄比亞航空）、伦敦（英國航空）、埃及（埃及航空）、波斯湾（海灣航空）和印度（印度航空）的航班。

#### 可能開通的航線
- 塞舌爾航空計劃開通前往馬埃島的航線，目前正在談判中。[40]
- 津巴布韋航空計劃開通前往哈拉雷的航線。[41]
- 南非航空快運已獲准開通前往马普托、温得和克和嘉柏隆里的航線。[42]
- 南非航空快運正在為開通前往盧本巴希的航線談判中。[42]
- 肯尼亚航空計劃於2016/17財年在德班開通一條航線。[43]

### 貨運
| 航空公司                          | 目的地                                                             |
| --------------------------------- | ------------------------------------------------------------------ |
| 南非航空                          | 約翰尼斯堡-奧利弗·坦博                                             |
| 阿聯酋天空貨運                    | 杜拜                                                               |
| 南非航空快運                      | 哈拉雷、路沙卡、開普敦、東倫敦、約翰尼斯堡-奧利弗·坦博、伊麗莎白港 |
| bid航空貨運                       | 約翰尼斯堡-奧利弗·坦博、開普敦                                     |
| 南非航空連結貨運（Airlink Cargo） | 馬布托、内尔斯普雷特、布隆泉、喬治                                 |
| 皇家航空货运                      | 約翰尼斯堡-奧利弗·坦博                                             |

## 承載機型
沙卡國王國際機場的跑道長度及航站楼在理論上是為常規大客機設計的。儘管如此，2014年1月27日，世界最大的客機空中巴士A380-800在該機場成功降落。該機隸屬於英國航空，該次飛行目的是訓練飛行員的操作技術，以便開通由該機型執飛的定期航班。此前，在該機場起降過的最大飛機是執行聯酋航空德班至杜拜航線的波音777-300ER。而起降過的最大客運班機則是南非航空的空中客车A340（僅在2010年世界盃期間短暫運營過）。
在沙卡國王國際機場起降過的最大貨機是安托諾夫An-124運輸機。

## 運量統計
2013–2014年間，沙卡國王國際機場的旅客吞吐量創下447萬人次的紀錄，其中絕大多數（418萬人次）是國內旅客，277,866人次是國際旅客，一小部分運輸量歸類為「計劃外」。有記錄的起降數是49,559架次，其中多數是國內航線。據統計，沙卡國王國際機場是南非吞吐量第3位的機場，次於約翰內斯堡的奧利弗·坦博國際機場和開普敦國際機場。
下表列舉了南非機場服務有限公司公布的沙卡國王國際機場旅客吞吐量和起降數。統計時間均為每年4月至次年3月。
| 年份       | 國際       | 國際     | 國內       | 國內     | 計劃外     | 計劃外   | 總計       | 總計     |
| 年份       | 旅客吞吐量 | 變化幅度 | 旅客吞吐量 | 變化幅度 | 旅客吞吐量 | 變化幅度 | 旅客吞吐量 | 變化幅度 |
| ---------- | ---------- | -------- | ---------- | -------- | ---------- | -------- | ---------- | -------- |
| 2010–20111 | 179,744    | ▲81.8%   | 4,672,960  | ▲8.7%    | 20,867     | ▲215.6%  | 4,873,571  | ▲10.7%   |
| 2011–2012  | 201,037    | ▲11.8%   | 4,828,631  | ▲3.3%    | 10,426     | ▼50.0%   | 5,040,094  | ▲3.4%    |
| 2012–2013  | 226,764    | ▲12.8%   | 4,430,677  | ▼8.2%    | 11,026     | ▲5.8%    | 4,668,467  | ▼7.0%    |
| 2013–2014  | 277,866    | ▲22.5%   | 4,179,121  | ▼5.7%    | 8,101      | ▼26.5%   | 4,465,088  | ▼4.4%    |

| 年份       | 國際     | 國際     | 國內     | 國內     | 計劃外   | 計劃外   | 總計     | 總計     |
| 年份       | 起降架次 | 變化幅度 | 起降架次 | 變化幅度 | 起降架次 | 變化幅度 | 起降架次 | 變化幅度 |
| ---------- | -------- | -------- | -------- | -------- | -------- | -------- | -------- | -------- |
| 2010–20111 | 1,460    | ▲0.0%    | 49,623   | ▲1.5%    | 3,635    | ▲59.4%   | 54,718   | ▲3.6%    |
| 2011–2012  | 1,404    | ▼3.8%    | 50,491   | ▲1.7%    | 3,299    | ▼9.2%    | 55,194   | ▲0.9%    |
| 2012–2013  | 1,739    | ▲23.9%   | 43,875   | ▼13.1%   | 4,059    | ▲23.0%   | 49,673   | ▼10.0%   |
| 2013–2014  | 2,134    | ▲22.7%   | 42,928   | ▼2.2%    | 4,497    | ▲10.9%   | 49,559   | ▼0.2%    |

註：
- ^1  2010–2011年的數據包括2010年4月30日前原德班國際機場的運量。變化幅度均與上一年比較計算。

## 地面交通

### 公路

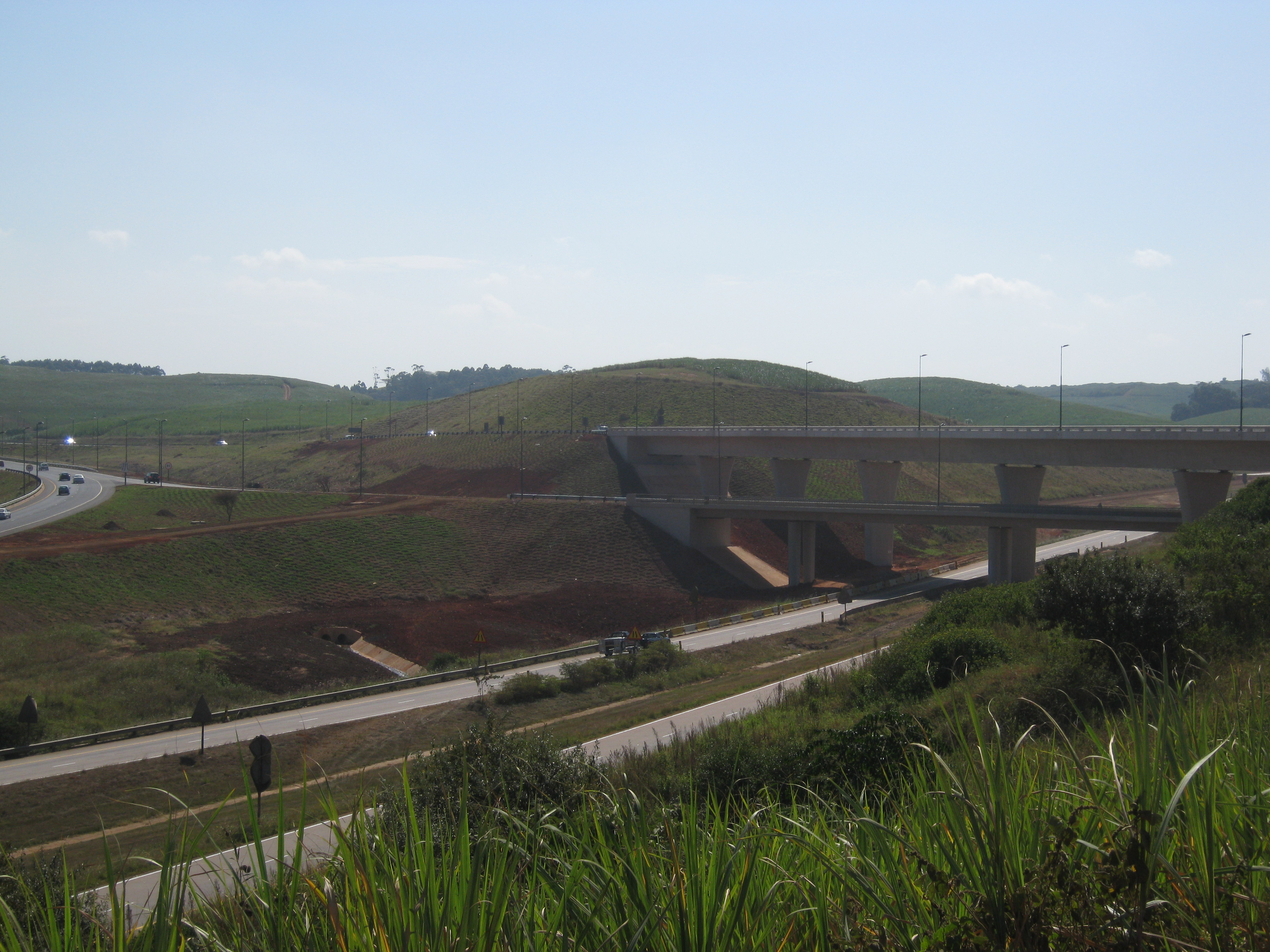
N2和M65公路的交匯處。

沙卡國王國際機場北鄰德班M43公路，南鄰姆德洛蒂河，西鄰102號地區公路（R102），東鄰2號國道（N2）。
德班M65公路在195號出口與N2相連，在費呂拉姆和通加特之間與R102相連。由於M65在與N2交匯之後並未延伸至沿海的M4公路，從M4駛來的車輛不得不先駛離M4才能抵達N2，其中南方駛來的車輛可選擇M27公路中轉，北方駛來的車輛可選擇M43（沃森公路）中轉。但環境影響評估報告建議，隨著車流量增加，如有必要可延長M65公路，使其與M4直接相連。機場附近的另一條重要公路是614號地區公路（R614），它一端位於阿爾伯特瀑布大壩和瓦特堡地區，另一端連接到通加特北郊的R102路段，從該路駛來的車輛可通過R102中轉。
N2與機場間的多數道路均需收費：向南駛離機場的車輛必須經過位於N2和M65交匯處的拉默爾西匝道（La Mercy Ramp Plaza），向北駛離和從北方駛入機場的車輛則必須經過位於N2和M43交匯處主線上的通加特收費站（Tongaat Toll Plaza），但從南方沿N2駛入機場不收費，而R102則完全免費。從機場沿N2 S行駛可通向M4 S，並進入市區。
沙卡國王國際機場共有6,500個公共停車位，包括短時的多層停車場和中等時長的林蔭停車場。公共交通可選擇機場班車或計程車，它們配有專門的上下客區域，緊鄰國際到達區航站楼入口。

### 鐵路
從德班市區向北的鐵路沿著海岸，緊挨102號地區公路（R102）。德班市區尚無直達機場的鐵路，但鋪設相關鐵路的構想已在二期發展計劃中提出。

## 事故
- 2009年8月13日，一架私人的雅克-18T（英语：Yakovlev Yak-18T）（註冊號ZU-BHR）由於燃油污染在當時尚未建完的跑道上迫降，這是第一架在沙卡國王國際機場降落的飛行器。[61]

## 未來發展
關於沙卡國王國際機場未來發展的信息很少，且相互矛盾。杜柏貿易公司網站上發布的長期發展整體計劃包含2035年和2060年2個發展階段，但一處網路論壇上發布的未來發展計劃圖卻包含了5個發展階段，且每一階段均需在年旅客吞吐量達到一定數目後才實施。兩處信息均顯示，到2060年該機場將具有2條平行跑道，客運航站楼每年可運送旅客4500萬人次。

## 獲獎記錄
- 2011年國際機場協會授予的機場服務質量獎，獲非洲第3名。[64]
- 2012年國際機場協會授予的機場服務質量獎，獲非洲第2名。[65]
- 2013年Skytrax授予的Skytrax世界機場獎，獲旅客吞吐量500萬人次以下機場的第1名。[6]

### 腳註
1. 1 2   (PDF). Facts about Durban. 2011年8月9日  [2014年7月11日]. （原始内容存档 (PDF)于2014年7月14日）.（英文）
2. ↑  . 新华网. 2010年4月16日  [2014年7月10日]. （原始内容存档于2011年11月16日）.
3. ↑  Harrilall, Kavith. . The Witness. 2008年10月24日  [2014年7月10日]. （原始内容存档于2008年10月29日）.（英文）
4. 1 2 3 4  Naidoo, Suren. . IOL. 2007年6月21日  [2014年7月10日]. （原始内容存档于2014年7月14日）.（英文）
5. ↑  . The SA-Mag.   [2014-07-11]. （原始内容存档于2014-07-14）.（英文）
6. 1 2  . Skytrax. （原始内容存档于2013-04-23）.（英文）
7. ↑  Carnie, Tony; Arde. . IOL. 2007年8月24日  [2014年7月11日]. （原始内容存档于2008年10月16日）.（英文）
8. 1 2 3  Ohaeri, Roland. . Aviation & Allied Business.   [2014-07-11]. （原始内容存档于2016-03-05）.（英文）
9. ↑  . Leads 2 Business.   [2014-07-11]. （原始内容存档于2014-07-14）.（英文）
10. 1 2  Hill, Matthew. . Engineering News. 2007年1月20日  [2014年7月11日]. （原始内容存档于2008年10月16日）.（英文）
11. ↑  . Leads 2 Business.   [2014-07-11]. （原始内容存档于2014-07-14）.（英文）
12. ↑  . Engineering News. 2007年2月23日  [2014-07-11]. （原始内容存档于2014-07-11）.（英文）
13. ↑  Sapa. . iafrica.com. 2007年8月23日  [2014-07-11]. （原始内容存档于2007-08-26）.（英文）
14. ↑  Hill, Matthew. . Engineering News. 2007年9月14日  [2014年7月11日]. （原始内容存档于2008年10月16日）.（英文）
15. ↑  Naidoo, Suren. . IOL. 2009年12月10日  [2014年7月11日]. （原始内容存档于2010年6月10日）.（英文）
16. ↑  . Independent Online (Independent News & Media). 2010年5月1日.（英文）
17. ↑  West, Edward. . Business Day. 2007年2月13日. （原始内容存档于2007年9月27日）.（英文）
18. ↑  . Comair Limited.   [2014-07-11]. （原始内容存档于2014-07-14）.（英文）
19. 1 2  Cole, Barbara. . IOL. 2009年10月14日  [2014年7月11日]. （原始内容存档于2014年7月14日）.（英文）
20. 1 2  . SAnews. 2010年2月2日  [2014年7月11日]. （原始内容存档于2014年5月22日）.（英文）
21. ↑  Cole, Barbara. . IOL. 2009年12月8日  [2014年7月11日]. （原始内容存档于2014年7月14日）.（英文）
22. ↑  . News24. 2010年1月14日. （原始内容存档于2010年1月17日）.（英文）
23. ↑  de Boer, Heinz. . IOL. 2006年8月29日.（英文）
24. 1 2   (PDF). Strategic Environmental Focus (Pty) Ltd. 2013年12月  [2014-07-11]. （原始内容 (PDF)存档于2014-07-14）.（英文）
25. 1 2  . The Guardian. 2006年11月16日  [2014年7月12日]. （原始内容存档于2009年2月3日）.（英文）
26. 1 2 3  . Airports Company South Africa. （原始内容存档于2014-07-14）.（英文）
27. ↑  Braun, David. . National Geographic (News Watch). 2010年3月24日. （原始内容存档于2014年7月14日）.（英文）
28. 1 2 3 4 5  . SouthAfrica.info.   [2014-07-11]. （原始内容存档于2010-05-10）.（英文）
29. ↑  . 2010年5月5日. News24.   [2014年7月11日]. （原始内容存档于2010年5月8日）.（英文）
30. ↑  Marketing, Switch. . Michael Robert. 2010年12月5日. （原始内容存档于2014年7月14日）.（英文）
31. ↑  Institute of Natural Resources. . Environmental Impact Assessment Report (Dube TradePort Environmental Impact Assessment Information Center). 2007年8月.（英文）
32. ↑  . PressReleasePoint. 2009年9月3日  [2014年7月11日]. （原始内容存档于2014年7月15日）.（英文）
33. ↑  .   [2012-06-30]. （原始内容存档于2007-09-29）.（英文）
34. ↑  . Dube TradePort. 2013年6月21日. （原始内容存档于2014年7月14日）.（英文）
35. ↑  Inggs, Margie. . Engineering News. 2009年9月11日  [2014-07-11]. （原始内容存档于2009-09-14）.（英文）
36. ↑  . The Route Shop.   [2014-07-11]. （原始内容存档于2009-09-18）.（英文）
37. ↑   (PDF). Air Mauritius.   [2012-06-30]. （原始内容存档 (PDF)于2012-04-20）.（英文）
38. ↑  . Routes online.   [2014-07-10]. （原始内容存档于2014-08-07）.（英文）
39. ↑  . Airline Route. 2012年5月18日  [2014年7月10日]. （原始内容存档于2013年12月27日）.（英文）
40. ↑  . News24.   [2014-07-10]. （原始内容存档于2014-07-14）.（英文）
41. ↑  . News24.   [2014-07-10]. （原始内容存档于2014-01-01）.（英文）
42. 1 2  . iafrica.com.   [2014-07-10]. （原始内容存档于2014-05-17）.（英文）
43. ↑  . Dube Times. （原始内容存档于2014-07-14）.（英文）
44. ↑  .   [2020-09-12]. （原始内容存档于2020-05-17）.（英文）
45. ↑  Naidoo, Suren. . IOL. 2014年1月21日  [2014年7月12日]. （原始内容存档于2014年7月14日）.（英文）
46. ↑  . Airlines.net.（英文）
47. ↑  . Airlines.net.   [2020-09-12]. （原始内容存档于2015-12-08）.（英文）
48. ↑  . SkyscraperCity. 2013年4月26日  [2014年7月12日]. （原始内容存档于2015年9月24日）.（英文）
49. ↑  . Airports Company South Africa. （原始内容存档于2011-07-20）.（英文）
50. ↑  . Airports Company South Africa. （原始内容存档于2011-09-29）.（英文）
51. ↑  . Airports Company South Africa. （原始内容存档于2011-07-20）.（英文）
52. ↑   (PDF). Northern Urban Development Corridor.   [2014-07-12]. （原始内容存档 (PDF)于2014-07-14）.（英文）
53. ↑  Gerretsen, Bronwyn. . IOL. 2010年3月18日  [2014年7月12日]. （原始内容存档于2010年4月29日）.（英文）
54. ↑  . Gateway Theatre of Shopping. （原始内容存档于2014-07-14）.（英文）
55. ↑  Williamson, Simon. . GoTravel24.com. 2010年6月2日  [2014年7月12日]. （原始内容存档于2010年6月3日）.（英文）
56. ↑  . IHateTaxis.com.   [2014-07-12]. （原始内容存档于2014-07-14）.（英文）
57. ↑  . IHateTaxis.com.   [2014-07-12]. （原始内容存档于2014-07-14）.（英文）
58. ↑  . Airport Technology.   [2014-07-12]. （原始内容存档于2014-07-05）.（英文）
59. ↑  . World Guides.   [2014-07-12]. （原始内容存档于2014-07-14）.（英文）
60. ↑  . The Emirates.   [2014-07-12]. （原始内容存档于2014-07-14）.（英文）
61. ↑  . AvCom. 2009年8月13日  [2014年7月11日]. （原始内容存档于2009年8月18日）.（英文）
62. ↑  Janine Erasmus. . Media Club South Africa. 2009年8月20日  [2014年7月11日]. （原始内容存档于2014年7月14日）.（英文）
63. ↑  . SkyscraperCity. 2010年3月10日  [2014年7月11日]. （原始内容存档于2015年9月24日）.（英文）
64. ↑  . Airportservicequalityawards.com. 2012年11月15日  [2014年7月11日]. （原始内容存档于2012年4月11日）.（英文）
65. ↑  . DefenceWeb. 2013年3月19日  [2014年7月11日]. （原始内容存档于2013年9月3日）.（英文）

## 外部連結
- （页面存档备份，存于） ACSA網站上的沙卡國王國際機場（英文）
- （页面存档备份，存于） 杜柏貿易公司（英文）